# Papadopoli

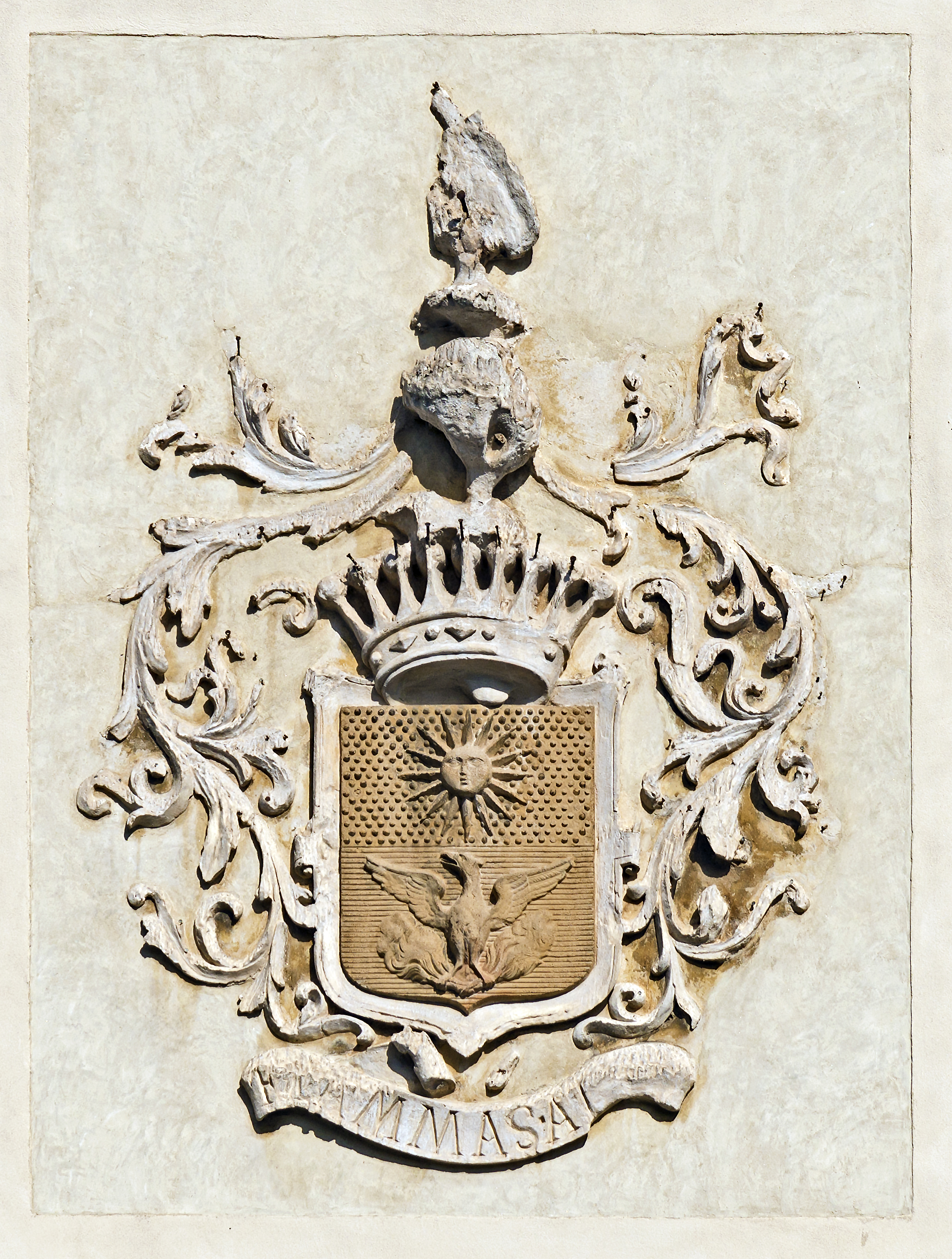
Stemma della famiglia Papadopoli presente sulla facciata di Palazzo Foresti Papadopoli a Venezia.

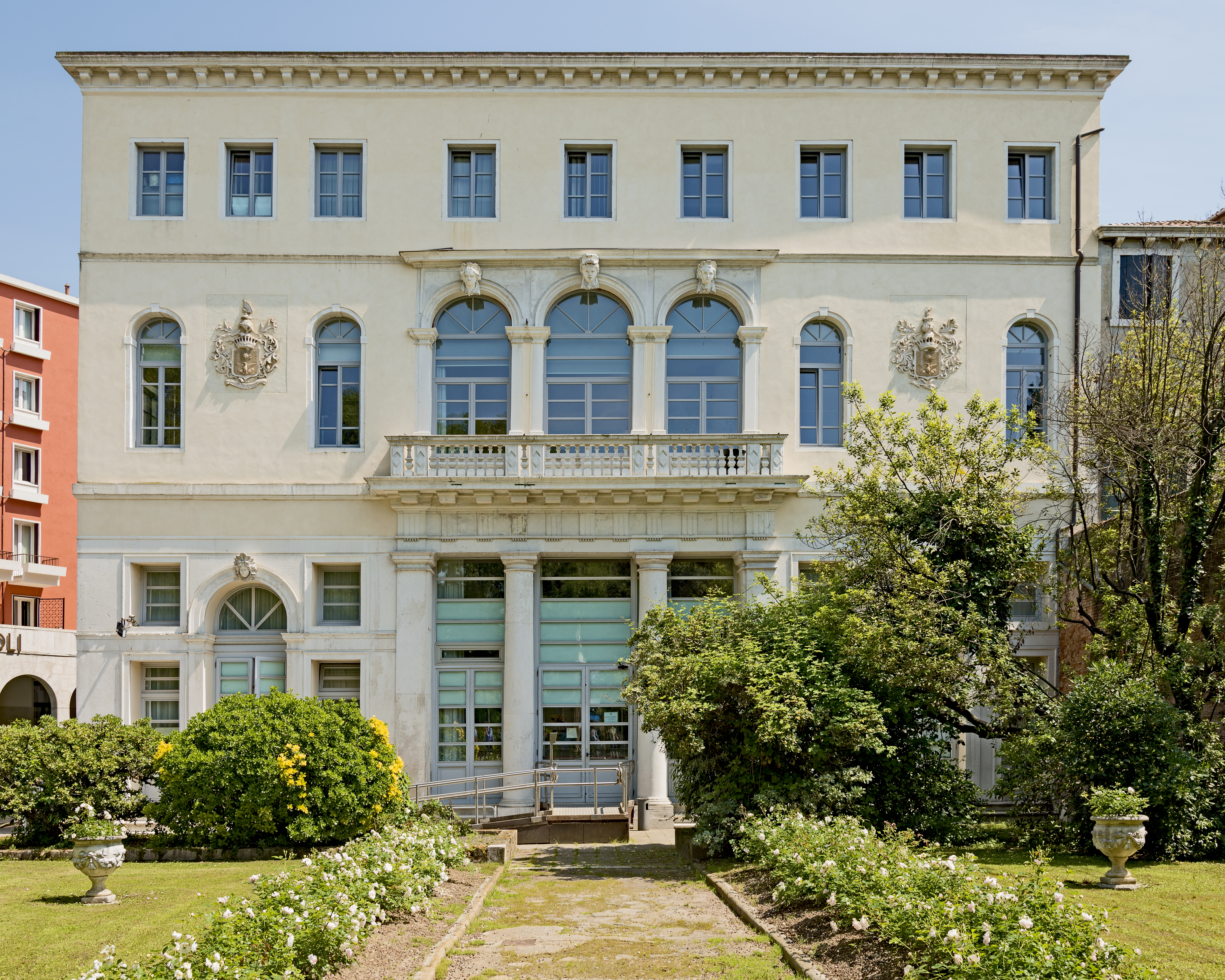
Venezia, Palazzo Foresti Papadopoli con lo stemma della famiglia.

I Papadòpoli (in greco Παπαδόπουλοι?) furono una nobile famiglia greca stabilitasi a Venezia sul finire del XVIII secolo. Ebbero un ruolo fondamentale nell'imprenditoria agricola veneta tra l'Otto e il Novecento.

## Storia
Provenienti da Creta, ebbero una posizione di rilievo nell'aristocrazia dell'Impero bizantino.
Passati nell'orbita della Serenissima, nel XVI secolo si trasferirono a Corfù e nel 1791 furono aggregati al locale Consiglio nobile. Il primo a stabilirsi definitivamente in laguna fu Angelo, nella seconda metà del XVIII secolo, inizialmente per ragioni di studio, poi per l'apertura di una casa bancaria e commerciale, continuata in seguito dal fratello Giovanni. Nel 1791 ottennero l'ambita cittadinanza veneziana.
Caduta la Serenissima, con Sovrana Risoluzione del 29 agosto 1821 la famiglia fu riconosciuta nobile dall'Impero austriaco e nel 1858 le venne conferito anche il titolo comitale.

## Membri illustri
Tra i membri degni di nota:
- Antonio di Angelo (1802-1844), intellettuale e mecenate, amico di Monti, Romagnosi, Leopardi, Botta e Pindemonte
- i fratelli Niccolò (1841-1922) e Angelo (1843-1919) di Giovanni, patrioti e politici nonché protagonisti della rinascita agricola del Polesine.[1]

## Proprietà
- Il Palazzo Coccina Tiepolo Papadopoli a Sant'Aponal, nel sestiere di San Polo. Fu eretto intorno al 1580 da Giangiacomo dei Grigi, figlio di Guglielmo dei Grigi, per la famiglia bergamasca Coccina. Fu poi residenza della facoltosissima casa dei Tiepolo di S. Aponal, e, dopo le vendite a causa della crisi economica della medesima nel primo Ottocento, passò nel 1837 a Valentino Comello, poi nel 1852 al maresciallo austriaco Bartolomeo Stürmer e finalmente nel 1864 ai conti Nicolò ed Angelo Papadopoli. Per più anni i Papadopoli, ricchissimi banchieri, acquistavano edifici adiacenti al Palazzo ex Tiepolo per creare finalmente un grande giardino con un'ala retrostante sul modello di quello del Palazzo Loredan Vendramin Calergi.[4] Cesare Rotta (1847-1882) eseguì alcuni affreschi nel nuovo scalone d'onore e nella sala da ballo, parte dell'antico portego. Al secondo piano del palazzo è conservata un'alcova con soffitto attribuito a Giambattista Tiepolo e databile intorno al 1750. Nel primo Novecento, l'edificio passò dai Papadopoli Aldobrandini alla famiglia Arrivabene Valenti Gonzaga, imparentati per matrimonio. Il palazzo accolse l'Istituto di Scienze Marine-CNR fino al 2007, data in cui venne affittato a un gruppo immobiliare svizzero per la trasformazione nel lussuoso albergo della catena Aman.
- Il Palazzo Foresti Papadopoli ai Tolentini (erroneamente chiamato Poerio Papadopoli), nel sestiere di Santa Croce. Fu eretto nel XVI secolo. La facciata, con un alto mezzanino, non è originale e specialmente l'ultimo piano ha tracce di successive modificazioni. Nei primi decenni del Novecento la proprietà fu ceduta dal conte Papadopoli al Comune di Venezia, che la aprì al pubblico. Il grandioso giardino fu ridotto poi alla metà della sua estensione (ciò che ne rimane forma gli omonimi giardini dietro il palazzo e le aiuole superstiti di piazzale Roma) nel 1933 con la creazione del Rio Novo e l'innalzamento del Park Hotel sul lato sud (poi Sofitel Hotel, ora Hotel Papadopoli). Il palazzo venne adattato ad uso scolastico e il 19 dicembre 1921 venne qui inaugurata la Scuola elementare femminile, in seguito intitolata ad Alessandro Poerio.[5] Fu pensata anche come scuola all'aperto in quanto circondata da un imponente parco di quasi 12 000 m², che ospitava alunni provenienti anche da altre scuole, secondo orari prestabiliti.[6] Per la diminuzione della popolazione scolastica a Venezia, la scuola è stata chiusa e oggi ospita il comando dei vigili urbani. Di recente, il comune di Venezia ha messo all'asta l'immobile per la cifra di €14.000.000.
  - I Giardini Papadopoli, un piccolo parco pubblico nel sestiere di Santa Croce, adiacente a Palazzo Foresti Papadopoli. Furono progettati da Francesco Bagnara su commissione di Teresa Mosconi, moglie del conte Spiridione Papadopoli, nel 1834-35.
- Il Castello Papadopoli-Giol a San Polo di Piave, in provincia di Treviso, una dimora di campagna ottocentesca in stile neogotico e con giardino all'inglese. In seguito fu acquisito dalla famiglia Giol.

## Genealogia
|                        |                        |                        |                        |                        |                        |  |  |                     |                     |                     |                     |                     |                     |  |  |                                     |                                     |                                     |                                     |                                     |                                     |  |  |         |         |                                    |                                    |                                    |                                    |                                    |                                    | Giovanni                                            |                                                     |                                                     |                                                     |                                                     |                                                     |                                      |                                      |                                            |                                            |                                            |                                            |                                            |                                            |                                                   |                                                   |                                                   |                                                   |                                                   |                                                   |                                   |                                   |                                   |                                   |                                   |                                   |  |  |  |  |  |  |  |  |  |  |  |  |  |  |  |  |  |  |  |  |  |  |  |  |  |  |  |  |  |  |  |  |  |  |
|                        |                        |                        |                        |                        |                        |  |  |                     |                     |                     |                     |                     |                     |  |  |                                     |                                     |                                     |                                     |                                     |                                     |  |  |         |         |                                    |                                    |                                    |                                    |                                    |                                    |                                                     |                                                     |                                                     |                                                     |                                                     |                                                     |                                      |                                      |                                            |                                            |                                            |                                            |                                            |                                            |                                                   |                                                   |                                                   |                                                   |                                                   |                                                   |                                   |                                   |                                   |                                   |                                   |                                   |  |  |  |  |  |  |  |  |  |  |  |  |  |  |  |  |  |  |  |  |  |  |  |  |  |  |  |  |  |  |  |  |  |  |
|                        |                        |                        |                        |                        |                        |  |  |                     |                     |                     |                     |                     |                     |  |  |                                     |                                     |                                     |                                     |                                     |                                     |  |  |         |         |                                    |                                    |                                    |                                    |                                    |                                    | Niccolò                                             |                                                     |                                                     |                                                     |                                                     |                                                     |                                      |                                      |                                            |                                            |                                            |                                            |                                            |                                            |                                                   |                                                   |                                                   |                                                   |                                                   |                                                   |                                   |                                   |                                   |                                   |                                   |                                   |  |  |  |  |  |  |  |  |  |  |  |  |  |  |  |  |  |  |  |  |  |  |  |  |  |  |  |  |  |  |  |  |  |  |
|                        |                        |                        |                        |                        |                        |  |  |                     |                     |                     |                     |                     |                     |  |  |                                     |                                     |                                     |                                     |                                     |                                     |  |  |         |         |                                    |                                    |                                    |                                    |                                    |                                    |                                                     |                                                     |                                                     |                                                     |                                                     |                                                     |                                      |                                      |                                            |                                            |                                            |                                            |                                            |                                            |                                                   |                                                   |                                                   |                                                   |                                                   |                                                   |                                   |                                   |                                   |                                   |                                   |                                   |  |  |  |  |  |  |  |  |  |  |  |  |  |  |  |  |  |  |  |  |  |  |  |  |  |  |  |  |  |  |  |  |  |  |
|                        |                        |                        |                        |                        |                        |  |  |                     |                     |                     |                     |                     |                     |  |  |                                     |                                     |                                     |                                     |                                     |                                     |  |  |         |         |                                    |                                    |                                    |                                    |                                    |                                    |                                                     |                                                     |                                                     |                                                     |                                                     |                                                     |                                      |                                      |                                            |                                            |                                            |                                            |                                            |                                            |                                                   |                                                   |                                                   |                                                   |                                                   |                                                   |                                   |                                   |                                   |                                   |                                   |                                   |  |  |  |  |  |  |  |  |  |  |  |  |  |  |  |  |  |  |  |  |  |  |  |  |  |  |  |  |  |  |  |  |  |  |
|                        |                        |                        |                        |                        |                        |  |  |                     |                     |                     |                     |                     |                     |  |  | Angelo (1772-1833) sposa Maria Mico | Angelo (1772-1833) sposa Maria Mico | Angelo (1772-1833) sposa Maria Mico | Angelo (1772-1833) sposa Maria Mico | Angelo (1772-1833) sposa Maria Mico | Angelo (1772-1833) sposa Maria Mico |  |  |         |         |                                    |                                    |                                    |                                    |                                    |                                    |                                                     |                                                     |                                                     |                                                     |                                                     |                                                     |                                      |                                      |                                            |                                            |                                            |                                            |                                            |                                            | Giovanni (1786-1862) sposa Maddalena Aldobrandini | Giovanni (1786-1862) sposa Maddalena Aldobrandini | Giovanni (1786-1862) sposa Maddalena Aldobrandini | Giovanni (1786-1862) sposa Maddalena Aldobrandini | Giovanni (1786-1862) sposa Maddalena Aldobrandini | Giovanni (1786-1862) sposa Maddalena Aldobrandini |                                   |                                   |                                   |                                   |                                   |                                   |  |  |  |  |  |  |  |  |  |  |  |  |  |  |  |  |  |  |  |  |  |  |  |  |  |  |  |  |  |  |  |  |  |  |
|                        |                        |                        |                        |                        |                        |  |  |                     |                     |                     |                     |                     |                     |  |  | Angelo (1772-1833) sposa Maria Mico | Angelo (1772-1833) sposa Maria Mico | Angelo (1772-1833) sposa Maria Mico | Angelo (1772-1833) sposa Maria Mico | Angelo (1772-1833) sposa Maria Mico | Angelo (1772-1833) sposa Maria Mico |  |  |         |         |                                    |                                    |                                    |                                    |                                    |                                    |                                                     |                                                     |                                                     |                                                     |                                                     |                                                     |                                      |                                      |                                            |                                            |                                            |                                            |                                            |                                            | Giovanni (1786-1862) sposa Maddalena Aldobrandini | Giovanni (1786-1862) sposa Maddalena Aldobrandini | Giovanni (1786-1862) sposa Maddalena Aldobrandini | Giovanni (1786-1862) sposa Maddalena Aldobrandini | Giovanni (1786-1862) sposa Maddalena Aldobrandini | Giovanni (1786-1862) sposa Maddalena Aldobrandini |                                   |                                   |                                   |                                   |                                   |                                   |  |  |  |  |  |  |  |  |  |  |  |  |  |  |  |  |  |  |  |  |  |  |  |  |  |  |  |  |  |  |  |  |  |  |
|                        |                        |                        |                        |                        |                        |  |  |                     |                     |                     |                     |                     |                     |  |  |                                     |                                     |                                     |                                     |                                     |                                     |  |  |         |         |                                    |                                    |                                    |                                    |                                    |                                    |                                                     |                                                     |                                                     |                                                     |                                                     |                                                     |                                      |                                      |                                            |                                            |                                            |                                            |                                            |                                            |                                                   |                                                   |                                                   |                                                   |                                                   |                                                   |                                   |                                   |                                   |                                   |                                   |                                   |  |  |  |  |  |  |  |  |  |  |  |  |  |  |  |  |  |  |  |  |  |  |  |  |  |  |  |  |  |  |  |  |  |  |
| Spiridione (1799-1859) | Spiridione (1799-1859) | Spiridione (1799-1859) | Spiridione (1799-1859) | Spiridione (1799-1859) | Spiridione (1799-1859) |  |  | Elisabetta (1801-?) | Elisabetta (1801-?) | Elisabetta (1801-?) | Elisabetta (1801-?) | Elisabetta (1801-?) | Elisabetta (1801-?) |  |  | Antonio (1802-1844)                 | Antonio (1802-1844)                 | Antonio (1802-1844)                 | Antonio (1802-1844)                 | Antonio (1802-1844)                 | Antonio (1802-1844)                 |  |  | Annetta | Annetta | Annetta                            | Annetta                            | Annetta                            | Annetta                            |                                    |                                    | Sofia Florida Anna (1815-1838) sposa Matteo Persico | Sofia Florida Anna (1815-1838) sposa Matteo Persico | Sofia Florida Anna (1815-1838) sposa Matteo Persico | Sofia Florida Anna (1815-1838) sposa Matteo Persico | Sofia Florida Anna (1815-1838) sposa Matteo Persico | Sofia Florida Anna (1815-1838) sposa Matteo Persico |                                      |                                      | Niccolò (1841-1922) sposa Elena Hellenbach | Niccolò (1841-1922) sposa Elena Hellenbach | Niccolò (1841-1922) sposa Elena Hellenbach | Niccolò (1841-1922) sposa Elena Hellenbach | Niccolò (1841-1922) sposa Elena Hellenbach | Niccolò (1841-1922) sposa Elena Hellenbach |                                                   |                                                   |                                                   |                                                   |                                                   |                                                   | Angelo (1843-1919)                | Angelo (1843-1919)                | Angelo (1843-1919)                | Angelo (1843-1919)                | Angelo (1843-1919)                | Angelo (1843-1919)                |  |  |  |  |  |  |  |  |  |  |  |  |  |  |  |  |  |  |  |  |  |  |  |  |  |  |  |  |  |  |  |  |  |  |
| Spiridione (1799-1859) | Spiridione (1799-1859) | Spiridione (1799-1859) | Spiridione (1799-1859) | Spiridione (1799-1859) | Spiridione (1799-1859) |  |  | Elisabetta (1801-?) | Elisabetta (1801-?) | Elisabetta (1801-?) | Elisabetta (1801-?) | Elisabetta (1801-?) | Elisabetta (1801-?) |  |  | Antonio (1802-1844)                 | Antonio (1802-1844)                 | Antonio (1802-1844)                 | Antonio (1802-1844)                 | Antonio (1802-1844)                 | Antonio (1802-1844)                 |  |  | Annetta | Annetta | Annetta                            | Annetta                            | Annetta                            | Annetta                            |                                    |                                    | Sofia Florida Anna (1815-1838) sposa Matteo Persico | Sofia Florida Anna (1815-1838) sposa Matteo Persico | Sofia Florida Anna (1815-1838) sposa Matteo Persico | Sofia Florida Anna (1815-1838) sposa Matteo Persico | Sofia Florida Anna (1815-1838) sposa Matteo Persico | Sofia Florida Anna (1815-1838) sposa Matteo Persico |                                      |                                      | Niccolò (1841-1922) sposa Elena Hellenbach | Niccolò (1841-1922) sposa Elena Hellenbach | Niccolò (1841-1922) sposa Elena Hellenbach | Niccolò (1841-1922) sposa Elena Hellenbach | Niccolò (1841-1922) sposa Elena Hellenbach | Niccolò (1841-1922) sposa Elena Hellenbach |                                                   |                                                   |                                                   |                                                   |                                                   |                                                   | Angelo (1843-1919)                | Angelo (1843-1919)                | Angelo (1843-1919)                | Angelo (1843-1919)                | Angelo (1843-1919)                | Angelo (1843-1919)                |  |  |  |  |  |  |  |  |  |  |  |  |  |  |  |  |  |  |  |  |  |  |  |  |  |  |  |  |  |  |  |  |  |  |
|                        |                        |                        |                        |                        |                        |  |  |                     |                     |                     |                     |                     |                     |  |  |                                     |                                     |                                     |                                     |                                     |                                     |  |  |         |         |                                    |                                    |                                    |                                    |                                    |                                    |                                                     |                                                     |                                                     |                                                     |                                                     |                                                     |                                      |                                      |                                            |                                            |                                            |                                            |                                            |                                            |                                                   |                                                   |                                                   |                                                   |                                                   |                                                   |                                   |                                   |                                   |                                   |                                   |                                   |  |  |  |  |  |  |  |  |  |  |  |  |  |  |  |  |  |  |  |  |  |  |  |  |  |  |  |  |  |  |  |  |  |  |
|                        |                        |                        |                        |                        |                        |  |  |                     |                     |                     |                     |                     |                     |  |  |                                     |                                     |                                     |                                     |                                     |                                     |  |  |         |         | Giberto Arrivabene Valenti Gonzaga | Giberto Arrivabene Valenti Gonzaga | Giberto Arrivabene Valenti Gonzaga | Giberto Arrivabene Valenti Gonzaga | Giberto Arrivabene Valenti Gonzaga | Giberto Arrivabene Valenti Gonzaga |                                                     |                                                     | Vera Clotilde Fede Fanny (1883-1946)                | Vera Clotilde Fede Fanny (1883-1946)                | Vera Clotilde Fede Fanny (1883-1946)                | Vera Clotilde Fede Fanny (1883-1946)                | Vera Clotilde Fede Fanny (1883-1946) | Vera Clotilde Fede Fanny (1883-1946) |                                            |                                            |                                            |                                            | Maria Maddalena Zelenka (1883-1965)        | Maria Maddalena Zelenka (1883-1965)        | Maria Maddalena Zelenka (1883-1965)               | Maria Maddalena Zelenka (1883-1965)               | Maria Maddalena Zelenka (1883-1965)               | Maria Maddalena Zelenka (1883-1965)               |                                                   |                                                   | Ludovico Spada Veralli Potenziani | Ludovico Spada Veralli Potenziani | Ludovico Spada Veralli Potenziani | Ludovico Spada Veralli Potenziani | Ludovico Spada Veralli Potenziani | Ludovico Spada Veralli Potenziani |  |  |  |  |  |  |  |  |  |  |  |  |  |  |  |  |  |  |  |  |  |  |  |  |  |  |  |  |  |  |  |  |  |  |
|                        |                        |                        |                        |                        |                        |  |  |                     |                     |                     |                     |                     |                     |  |  |                                     |                                     |                                     |                                     |                                     |                                     |  |  |         |         | Giberto Arrivabene Valenti Gonzaga | Giberto Arrivabene Valenti Gonzaga | Giberto Arrivabene Valenti Gonzaga | Giberto Arrivabene Valenti Gonzaga | Giberto Arrivabene Valenti Gonzaga | Giberto Arrivabene Valenti Gonzaga |                                                     |                                                     | Vera Clotilde Fede Fanny (1883-1946)                | Vera Clotilde Fede Fanny (1883-1946)                | Vera Clotilde Fede Fanny (1883-1946)                | Vera Clotilde Fede Fanny (1883-1946)                | Vera Clotilde Fede Fanny (1883-1946) | Vera Clotilde Fede Fanny (1883-1946) |                                            |                                            |                                            |                                            | Maria Maddalena Zelenka (1883-1965)        | Maria Maddalena Zelenka (1883-1965)        | Maria Maddalena Zelenka (1883-1965)               | Maria Maddalena Zelenka (1883-1965)               | Maria Maddalena Zelenka (1883-1965)               | Maria Maddalena Zelenka (1883-1965)               |                                                   |                                                   | Ludovico Spada Veralli Potenziani | Ludovico Spada Veralli Potenziani | Ludovico Spada Veralli Potenziani | Ludovico Spada Veralli Potenziani | Ludovico Spada Veralli Potenziani | Ludovico Spada Veralli Potenziani |  |  |  |  |  |  |  |  |  |  |  |  |  |  |  |  |  |  |  |  |  |  |  |  |  |  |  |  |  |  |  |  |  |  |